# Кат Најф (Саскачеван)
Кат Најф (енгл. Cut Knife) је малено урбано насеље са административним статусом варошице на крајњем истоку канадске провинције Саскачеван. Насеље се налази на ауто-путу 40 који провинцију Саскачеван повезује са Албертом, на око 50 km западно од града Северни Бетлфорд, односно око 60 km источно од административне границе ка Алберти. 
Насеље је познато по великој скулптури томахавка (висине 9 m) која симболизује јединство и пријатељство између припадника првих народа и досељеника у овом подручју.

## Историја
Први европски досељеници почели су да се насељавају у овом подручју почетком 20. века и углавном су то били Британци, Италијани, Украјинци и Скандинавци. Насеље је 1912. административно уређено као село.

## Демографија
Према резултатима пописа становништва из 2011. у варошици је живело 517 становника у 258 домаћинстава, што је за 2,8% мање у односу на 532 житеља колико је регистровано приликом пописа 2006. године.
| 2006. | 2011. |
| ----- | ----- |
| 532   | 517   |

## Привреда
Привредну основу насеља чини пољопривреда и у мањој мери експлоатација нафте и земног гаса. 